# Diszruptor
A diszruptor (más néven fázis-diszruptor) a Star Trek világának egyik fegyvertípusa, mely elterjedtnek mondható az Alfa Kvadránsban.
A legismertebb fajok, melyek ezt a típust használják, a klingonok, romulánok és a breenek.

## Működési elv
Működési elve hasonló a Föderációs fézeréhez, viszont gyors helyett lassú nadiont használnak az energiasugár létrehozásában. Ez azt eredményezi, hogy a diszruptornak alacsonyabb az energiakonverziós hatékonysága a fézerénél, ellenben kisebb méretű annál. Mindezek lehetővé teszik, hogy egy fézer méretű diszruptor nagyobb energiájú lehessen a fézernél. A fézer ezért valamivel bonyolultabb és általában hatékonyabb a diszruptornál. 
A fézerekhez hasonlóan a diszruptorok is képesek pulzáló vagy folytonos sugárban tüzelni. A fegyver nagy hátránya, hogy még senkinek sem sikerült a rendszert olyan hatékonnyá fejleszteni, hogy a független sugárzókat össze tudják kapcsolni. Így még nem sikerült létrehozni a Csillagflotta fézersoraihoz hasonló diszruptorfegyvert. Amióta a fézersorok megjelentek a Föderáció hajóin, a klingonok és a romulánok komoly kutatásokba kezdtek, hogy leküzdjék hátrányukat, de ezidáig ez még nem sikerült. Ezért ez a két hatalom a hajóik kialakításánál inkább a minél erősebb és nagyobb diszruptorágyúkra koncentrál. A lineáris fézersor ezáltal a Csillagflotta egy jelentős előnye maradt.